# 农民日报
《农民日报》，1980年4月6日由中共中央农村政策研究室、国务院农村发展研究中心创建的机关报，报刊名称由邓小平亲自题名。目前该报是中华人民共和国农业农村部党委的机关报，是一份中央级的综合类报刊。读者群体面向中国大陆农民宣传中国共产党的三农政策。

## 历史
1980年4月6日创刊，原名《中国农民报》。始为周刊，1980年7月改为每周2刊，1983年1月改每周3刊。1985年1月更名为《农民日报》，刊数增为每周6刊(星期日休刊)。在东北、华东、中南、西南地区设有代印点。主要发行到国内各地县、镇、乡；国外也有少量订户。1988年日发行量40万份。1989年，划归农业部（现农业农村部）领导。2018年，获“全国百强报纸”荣誉。

## 特点
通常有8版，第一版要闻，第二、三和四版是综合新闻。有时有“农业与科学”、“法制”、“农家生活”、“国外农村”等专栏。和其他省市的农报社组有中华全国农民报协会。农民日报开通电子版、农民日报客户端以及中国农业新闻网。

## 宗旨
崇农立言，唯仁求真